# 化成郡
化成郡（：／ Hwasŏng gun */?）是朝鮮民主主義人民共和國咸鏡北道南部的一個郡，位於咸鏡山脈東麓，東臨日本海，中部是明澗川、漁郎川沖積的平原。面積1,117平方公里，2008年人口99,557人。下分1邑、2勞動者區、23里。
1952年自明川郡析出，稱永安郡（영안군）。1967年改稱明澗郡（명간군）。1981年改稱化成郡。
北韓集中營之一化城強制收容所就是位處於化成郡。